# 22 octobre 1946
Le mardi 22 octobre 1946 est le 295e jour de l'année 1946.

## Naissances
- Cécile Kayirebwa, chanteuse rwandaise
- Chris Stroybant, footballeur belge
- Claude Charron, personnalité politique canadienne
- Danielle Porte, latiniste française
- Deepak Chopra, écrivain et conférencier en pseudo-sciences
- Edo Douma, acteur néerlandais
- Elizabeth Connell (morte le 18 février 2012), soprano sud-africaine
- Francesco Follo, prélat catholique et diplomate italien
- Gianpietro Marchetti, joueur de football italien
- Hiroko Maruyama, actrice japonaise spécialisée dans le doublage
- Jac Berrocal, chanteur et trompettiste de jazz et de musique expérimentale
- Jaime Nebot, homme politique équatorien
- Mario Corti, pilote et homme d'affaires suisse
- Mary Jo Bang, poète et universitaire américaine
- Michael Turnheim (mort le 27 novembre 2009), psychanalyste et universitaire autrichien
- Richard McGonagle, acteur américain
- Steven Weinberg, biologiste, photographe sous-marin et écrivain néerlandais

## Décès
- Hans Grade (né le 17 mai 1878), pionnier de l'aviation allemand
- Henry Bergman (né le 23 février 1868), acteur américain

## Événements
- Création au Portugal du PIDE, Police internationale de défense de l’État (1945-1969). L’instruction des procès politiques est officiellement enlevée au juge pour être confiée à la police politique. Des tribunaux spéciaux (plenarios) sont créés à Lisbonne et à Porto.